# Curicaca-de-colar
O Íbis de cara negra ou curicaca de colar (Theristicus melanopis) é uma espécie de ave da família Threskiornithidae.
Pode ser encontrada nos seguintes países: Argentina, Bolívia, Chile, Equador e Peru.
Os seus habitats naturais são: campos de gramíneas de clima temperado e pastagens.